# トーマス・ムンケルト
トーマス・ムンケルト （Thomas Munkelt、1952年8月3日 - ）は、東ドイツの陸上競技選手。1970年代から1980年代初頭にかけ活躍した110mHの選手で、1976年モントリオールオリンピックと1980年モスクワオリンピックに出場。モスクワオリンピックでは金メダルを獲得した。ザクセン州ライプツィガー・ラント郡ツェドリッツ出身。
ムンケルトは1975年の東ドイツのチャンピオンで、同年に開催されたヨーロッパカップでも勝利している。1976年モントリオールオリンピックに初出場。5位に終わったものの、翌年のワールドカップとヨーロッパカップでは勝利している。
1978年にはヨーロッパ選手権を制し、メジャー大会初勝利を飾った。
ムンケルトが選手として最も輝いたのは1980年モスクワオリンピックであった。この大会でムンケルトは13.39秒で、2位のキューバのアレハンドロ・カサナスと100分の1秒差という激戦を制し金メダルを獲得する。この大会で彼は4×100mリレーにも出場し5位となっている。
ムンケルトは、1982年のヨーロッパ選手権も制し2連覇を飾っている。さらに、4×100mリレーでも銀メダルを獲得した。
1983年には再びヨーロッパカップを制す。しかし、同年に開催された第1回の世界選手権では5位という結果に終わっている。
1984年ロサンゼルスオリンピックに東ドイツがボイコットすることに決めた後、ムンケルトは競技を引退した。

## 自己ベスト
- 110mH　13秒37 (1977年8月:ヘルシンキ)

## 主な実績
| 年   | 大会                             | 場所                           | 種目    | 結果 | 記録   |
| ---- | -------------------------------- | ------------------------------ | ------- | ---- | ------ |
| 1973 | ヨーロッパ室内陸上競技選手権大会 | ロッテルダム(オランダ)         | 60mH    | 3位  | 7秒81  |
| 1973 | ユニバーシアード                 | モスクワ(ソビエト連邦)         | 110mH   | 3位  | 13秒80 |
| 1974 | ヨーロッパ陸上競技選手権大会     | ローマ(イタリア)               | 110mH   | 4位  | 13秒72 |
| 1976 | オリンピック                     | モントリオール(カナダ)         | 110mH   | 5位  | 13秒44 |
| 1977 | ヨーロッパ室内陸上競技選手権大会 | サン・セバスティアン(スペイン) | 60mH    | 1位  | 7秒62  |
| 1977 | IAAF陸上ワールドカップ           | デュッセルドルフ(西ドイツ)     | 110mH   | 1位  | 13秒41 |
| 1978 | ヨーロッパ室内陸上競技選手権大会 | ミラノ(イタリア)               | 60mH    | 1位  | 7秒62  |
| 1978 | ヨーロッパ陸上競技選手権大会     | プラハ(チェコスロバキア)       | 110mH   | 1位  | 13秒54 |
| 1979 | ヨーロッパ室内陸上競技選手権大会 | ウィーン(オーストリア)         | 60mH    | 1位  | 7秒59  |
| 1979 | ユニバーシアード                 | メキシコシティ(メキシコ)       | 110mH   | 2位  | 13秒50 |
| 1979 | IAAF陸上ワールドカップ           | モントリオール(カナダ)         | 110mH   | 2位  | 13秒42 |
| 1980 | オリンピック                     | モスクワ(ソビエト連邦)         | 110mH   | 1位  | 13秒39 |
| 1982 | ヨーロッパ陸上競技選手権大会     | アテネ(ギリシャ)               | 110mH   | 1位  | 13秒41 |
| 1982 | ヨーロッパ陸上競技選手権大会     | アテネ(ギリシャ)               | 4×100mR | 2位  | 38秒71 |
| 1983 | ヨーロッパ室内陸上競技選手権大会 | ブダペスト(ハンガリー)         | 60mH    | 1位  | 7秒48  |
| 1983 | 世界陸上競技選手権大会           | ヘルシンキ(フィンランド)       | 110mH   | 5位  | 13秒66 |